# Jean Carnahan
Jean Anne Carpenter Carnahan wcześniej Jean Anne Carpenter (ur. 20 grudnia 1933 w Waszyngtonie, zm. 30 stycznia 2024) – amerykańska polityczka, członkini Partii Demokratycznej.

## Działalność polityczna
W okresie od 3 stycznia 2001 do 23 listopada 2002 była senatorką Stanów Zjednoczonych z Missouri (1. klasa).
Jej mężem był Mel Carnahan, z którym miała m.in. syna Russa.